# Сейняйокі
Сейняйокі (фін. Seinäjoki) — місто в провінції Південна Пог'янмаа в Фінляндії.
Чисельність населення становить 66 тис. осіб. Площа міста 1469,23 км² з яких водна поверхня займає 37,59 км². Щільність населення — 44,26 осіб/км².

## Транспорт
За період 2007—2012 року місто було визнано найнебезпечнішим для велосипедистів (нещасних випадків за участю останніх у відношенні до числа жителів — 0, 395 на рік на тисячу жителів).

## Відомі уродженці та жителі
- Йорма Олліла (1950) — голова ради директорів Nokia
- Марі Ківініємі (р. 1968) — політик, депутат Парламенту Фінляндії
- Петрі Контіола (1984) — фінський хокеїст
- Оллі Рахнасто (1965) — фінський тенісист
- The Dudesons — шоумени, каскадери та учасники однойменного шоу (Jarno Laasala (р.1979), Jukka Hilden (р.1980), Jarppi Leppala (р.1979), Hannu-Pekka «HP» Parviainen (1981))
- Яркко Ала-Хуйкку (1980) — фінський борець греко-римського стилю, переможець та бронзовий призер чемпіонатів Європи, учасник двох Олімпійських ігор

## Заходи
- Щорічно (з 1978) в місті проходить рок-фестиваль «Provinssirock».
- Щорічно (з 1985 року) в місті проходить фестиваль танго — «Tangomarkkinat».
- 2002 року в Сейняйоки було проведено чемпіонат Європи з жіночої боротьби[7].